# 山本礼三郎プロダクション
山本礼三郎プロダクション（やまもとれいさぶろうプロダクション）は、かつて京都に存在した映画会社である。1928年6月設立、同年8月解散。マキノ・プロダクションの俳優山本礼三郎が設立したスタープロダクションであり、貸しスタジオの双ヶ丘撮影所で1本のサイレント映画を製作した。略称山本プロ。

## 略歴・概要
1927年（昭和2年）4月の『鞍馬天狗異聞 角兵衛獅子』以来、近藤勇役が板についた山本礼三郎であったが、マキノで25作の出演作を数えた1928年（昭和3年）5月に同社を退社、設立したのがこの「山本礼三郎プロダクション」（山本プロ）である。
そもそも、同年4月、当時マキノの四国ブロック配給を行っていた三共社の山崎徳次郎が、阪東妻三郎プロダクションの経営者・立花良介と計画し、従来から映画作家のインディペンデント系作品を手がけていた神戸の菊水キネマ商会の大島菊松を中心とした全国150館の独立系映画館主に呼びかけ、大阪に「日本活動常設館館主連盟映画配給本社」を設立、独立プロダクションへの製作費の出資と作品の直接公開の方針を打ち出したことがきっかけであった。マキノと契約更新で紛糾した片岡千恵蔵が4月にマキノを退社、5月に「片岡千恵蔵プロダクション」（千恵プロ）を設立、さらに、山崎の呼びかけに共鳴したマキノ御室撮影所の大道具主任河合広始と撮影技師の田中十三もマキノを退社、京都・双ヶ丘に貸しスタジオ「日本キネマ撮影所」（双ヶ丘撮影所）を設立した。
片岡と同時期に嵐寛寿郎、中根龍太郎、山口俊雄、市川小文治らはそれぞれ自らのプロダクションを設立、山本の「山本プロ」とともに「日本映画プロダクション連盟」を結成し、河合・田中の「双ヶ丘撮影所」をレンタル使用して製作、山崎らの「館主連盟」に対する作品供給を開始した。「山本プロ」は、設立第1作として製作したのが、山本の主演作『蒼白の剣士』である。監督と撮影にはマキノから引き抜いた高見定衛と藤井春美をそれぞれ起用、共演には衣笠貞之助の作家系インディペンデント・プロダクション「衣笠映画連盟」の糸浦柳子（のちの桜井京子）を起用した。同作は、「市川小文治歌舞伎映画プロダクション」製作の『野崎村』、「中根龍太郎喜劇プロダクション」（中根プロ）製作の『助太刀商売』、この流れとは別に帝国キネマから独立した森本登良男の作家系インディペンデント・プロダクション「森本登良男プロダクション」の『戦鑑三笠』と4本まとめて、同年7月1日に「菊水館」を中心に公開された。
しかし、同年7月末に早くも山崎らの「館主連盟」が瓦解してしまった。したがって、同時に独立したプロダクションたちとともに、2作目を製作することなく「山本プロ」も解散した。千恵プロと嵐寛寿郎プロダクション（寛プロ）だけが残ったが、寛プロ（第1期寛プロ）も同年内に1度解散、ただ千恵プロだけが翌年早々に嵯峨野に自前のスタジオを築いていくことになる。
解散後の山本は、マキノから寛プロが引き継いだ『鞍馬天狗』の近藤勇役を2本演じてから、監督の高見とともに東京の河合映画製作社に入社、撮影技師の藤井は寛プロを経て東亜キネマ京都撮影所へ、糸浦こと桜井は日活太秦撮影所へ移籍した。

## フィルモグラフィ
1928年
- 蒼白の剣士　監督高見定衛、撮影藤井春美、主演山本礼三郎、共演中村竹三郎、糸浦柳子

## 註
1. 1 2 3  『日本映画俳優全集・男優編』（キネマ旬報社、1979年）の「片岡千恵蔵」の項（p.144-148）を参照。同項執筆は滝沢一。
2. ↑  立命館大学衣笠キャンパスの「マキノ・プロジェクト」サイト内の「双ヶ丘撮影所」の記述を参照。